# Psilogramma angelika
Psilogramma angelika là một loài bướm đêm thuộc họ Sphingidae. Loài này có ở Seram ở Indonesia.